# François Adrien Boieldieu
François-Adrien Boïeldieu (Rouen, 16 de desembre de 1775 - Varennes-Jarcy, 8 d'octubre de 1834) fou un compositor francès. Estava casat amb la ballarina Clotilde Mafleuray, però se'n va separar al cap de poc. Van tenir un fill, Adrien Louis.

## Biografia
Nascut en l'Antic Règim, Boïeldieu va ser iniciat en la música inicialment pel mestre de capella de la catedral de Notre-Dame de Rouen i després per l'organista del mateix temple. La Revolució no va frenar l'activitat musical del teatre de Rouen, que va continuar estrenant obres de joves autors com Étienne Nicolas Méhul. Durant el Terror, Rouen va ser fins i tot una de les poques ciutats que van conservar una activitat musical d'importància. Boïeldieu va compondre llavors les seues primeres obres sobre textos escrits per son pare, La Fille coupable el 1793, després Rosalie i Mirza el 1795, que van suposar per al jove compositor un èxit immediat.
Durant el període revolucionari, Boïeldieu va traslladar-se a París i, prudentment, s'hi va instal·lar com afinador de pianos. Només el gènere de l'òpera còmica oferia aleshores sortida, amb aquestes obres híbrides, molt properes a l'òpera clàssica, però amb parts parlades. L'obra més típica d'aquest gènere és Medea de Cherubini (1797). L'òpera còmica, representada tradicionalment a la Sala Favart, també va tenir la seua al Teatre de Monsieur des del 1789 i, el 1791, s'instal·là en un nou teatre, el Feydeau, abans reservat a l'òpera buffa. Durant una desena d'anys, les companyies de Favart i de Feydeau van competir pel públic, Favart decantant-se pels espectacles patriòtics i obres lleugeres de Méhul, i Feydeau portant a escena preferentment els drames heroics de Cherubini o de Lesueur. El 1797, Boïeldieu va presentar al Feydeau La Famille suisse i L'Heureuse Nouvelle. El 1798, va estrenar al Favart Zoraime et Zulmare. L'èxit va ser clamorós.
Fill espiritual del compositor liegès d'òperes i operetes Grétry, Boïeldieu preferia les melodies sense ornaments superflus que feia reeixir amb una instrumentació lleugera però acurada i els diàlegs poètics. Berlioz atribuïa a la música de Boïeldieu una «elegància parisenca de molt bon gust». El 1800, va obtenir una vertadera reeixida amb Le Calife de Bagdad. El 1804, va traslladar-se a Sant Petersburg per tal d'ocupar la plaça de compositor de la cort del tsar, lloc que va ocupar fins al 1810. A la ciutat russa va compondre nou òperes, entre les quals cal destacar Aline, reine de Golconde (1804) i Les voitures versées (1808). De retorn a França, va reconquerir al públic de París amb La jeune femme en colère (1811), Jean de Paris (1812), Le Nouveau Seigneur du village (1813) i una desena d'altres obres.
El 1825, va publicar la que es considera la seua obra mestra per al teatre, La Dame blanche. En temps moderns, aquesta òpera ha estat representada a la Sala Favart (el 1997) i gravada sota la direcció de Marc Minkowski. Basada sobre una novel·la de Walter Scott —fet poc comú en aquella època—, l'argument gira entorn del tema de l'infant perdut i finalment retrobat in extremis. L'estil d'aquesta òpera va influir en la Lucia di Lammermoor de Donizetti, I Puritani de Bellini i La Jolie Fille de Perth de Bizet. Reconeguda com una de les primeres temptatives d'introduir temes de caràcter fantàstic en l'òpera, La Dame blanche també ha estat un model per a obres posteriors, com Robert le diable de Meyerbeer o Faust de Gounod.
Boïeldieu va esdevenir professor de composició del Conservatori de París on va tindre entre altres alumnes destacats Théodore Labarre i, el 1817, va succeir Méhul a l'Acadèmia. Va rebre la Legió d'Honor el 1820. La seua següent òpera, Les Deux Nuits (1829) va ser admirada per Wagner, que va lloar-ne «la vivacitat i la gràcia natural de l'esperit francès». S'inspirà en un dels cors per la «marxa nupcial» de Lohengrin. Boïeldieu va perdre progressivament l'ús de la paraula, sense dubte a causa d'un càncer de laringe. La fallida de l'Òpera-Còmica i la Revolució de 1830 van afegir-se a la seua desgràcia. Amb l'objectiu d'evitar-li la misèria Adolphe Thiers li va assegurar una pensió d'Estat de 6000 francs. El 25 de setembre de 1834, va fer la seua darrera aparició pública per a l'estrena de Chalet d'Adolphe Adam. Poc abans de la seua mort, va tenir així l'elegància de passar-li la torxa al seu brillant alumne. El 1840 s'estrenà una òpera que havia escrit en col·laboració amb Albert Grisar L'Opéra à la cour.
Artista nat sota l'Antic Règim, Boïeldieu va forjar-se durant el Terror, va aplegar a la celebritat durant el Consolat i el Primer Imperi, va ser estimat pels Borbons i després arruïnat per la Revolució de Juliol. És considerat el principal compositor francès d'òpera del primer quart del segle xix.

## Obres
Òperes:
La Fille coupable (1793)
Rosalie et Myrza (1795)
L'Heureuse Nouvelle (1797)
Le Pari ou Mombreuil et Merville (1797)
Zoraïme et Zulnar (1798)
La Dot de Suzette (1798)
Les Méprises espagnoles (1799)
Emma ou La Prisonnière (1799)
Béniovski ou Les Exilés du Kamchattka (1800)
Le Calife de Bagdad (1800)
Ma Tante Aurore ou Le Roman impromptu (1803)
Le Baiser et la quittance ou Une Aventure de garnison (1803)
Aline, reine de Golconde (1804)
La Jeune Femme colère (1805)
Abderkan (1805)
Un Tour de soubrette (1806)
Télémaque (1806)
Amour et mystère ou Lequel est mon cousin ? (1807)
Les Voitures versées ou Le Séducteur en voyage (1808)
La Dame invisible (1808)
Rien de trop ou Les Deux Paravents (1811)
Jean de Paris (1812)
Le Nouveau Seigneur de village (1813)
Le Béarnais ou Henri IV en voyage (1814)
Angéla ou L'Atelier de Jean Cousin, (en col·laboració amb Sophie Gail) (1814)
La Fête du village voisin (1816)
Charles de France ou Amour et gloire (1816)
Le Petit Chaperon rouge (1818)
Les Arts rivaux (1821)
Blanche de Provence ou La Cour des fées (1821)
La France et l'Espagne (1823)
Les Trois Genres (1824) (en col·laboració amb Auber)
Pharamond (1825)
La Dame blanche (1825)
Les Deux Nuits (1829), estrenada per la soprano francesa Alphonsine-Virginie-Marie Dubois.
La Marquise de Brinvilliers (1831) (en col·laboració amb Auber, Cherubini i d'altres)